# Mimosybra affinis
Mimosybra affinis là một loài bọ cánh cứng trong họ Cerambycidae.